# Puchar Europy Mistrzów Klubowych (1985/1986)
XXXI Puchar Europy Mistrzów Klubowych 1985/1986. Rozgrywki wygrała Steaua Bukareszt.

(ang. European Champion Clubs' Cup)

## I runda
| Drużyna 1                            | Wynik dwumeczu | Drużyna 2            | Pierwszy mecz | Drugi mecz |
| ------------------------------------ | -------------- | -------------------- | ------------- | ---------- |
| Vejle BK                             | 2:5            | Steaua Bukareszt     | 1:1           | 1:4        |
| Budapest Honvéd FC                   | 5:1            | Shamrock Rovers F.C. | 2:0           | 3:1        |
| Zenit Leningrad                      | 4:0            | Vålerenga Fotball    | 2:0           | 2:0        |
| FC Kuusysi                           | 4:2            | FK Sarajevo          | 2:1           | 2:1        |
| Górnik Zabrze                        | 2:6            | Bayern Monachium     | 1:2           | 1:4        |
| BFC Dynamo                           | 1:4            | Austria Wiedeń       | 0:2           | 1:2        |
| Rabat Ajax                           | 0:10           | Omonia Nikozja       | 0:5           | 0:5        |
| IFK Göteborg                         | 5:3            | Trakija Płowdiw      | 3:2           | 2:1        |
| Girondins Bordeaux                   | 2:3            | Fenerbahçe SK        | 2:3           | 0:0        |
| Linfield F.C.                        | 3:4            | Servette FC          | 2:2           | 1:2        |
| Íþróttabandalag Akraness             | 2:7            | Aberdeen F.C.        | 1:3           | 1:4        |
| Jeunesse Esch                        | 1:9            | Juventus F.C.        | 0:5           | 1:4        |
| Hellas Verona                        | 5:2            | PAOK FC              | 3:1           | 2:1        |
| FC Porto                             | 2:0            | AFC Ajax             | 2:0           | 0:0        |
| Sparta Praga                         | 2:2(br.wyj.)   | FC Barcelona         | 1:2           | 1:0        |
| Po lewej gospodarz pierwszego meczu. |                |                      |               |            |

Wolny los: RSC Anderlecht

## II runda
| Drużyna 1                            | Wynik dwumeczu | Drużyna 2        | Pierwszy mecz | Drugi mecz |
| ------------------------------------ | -------------- | ---------------- | ------------- | ---------- |
| Budapest Honvéd FC                   | 2:4            | Steaua Bukareszt | 1:0           | 1:4        |
| Zenit Leningrad                      | 3:4            | FC Kuusysi       | 2:1           | 1:3        |
| Bayern Monachium                     | 7:5            | Austria Wiedeń   | 4:2           | 3:3        |
| RSC Anderlecht                       | 4:1            | Omonia Nikozja   | 1:0           | 3:1        |
| IFK Göteborg                         | 5:2            | Fenerbahçe SK    | 4:0           | 1:2        |
| Servette FC                          | 0:1            | Aberdeen F.C.    | 0:0           | 0:1        |
| Hellas Verona                        | 0:2            | Juventus F.C.    | 0:0           | 0:2        |
| FC Barcelona                         | 5:3            | FC Porto         | 2:0           | 3:3        |
| Po lewej gospodarz pierwszego meczu. |                |                  |               |            |

## 1/4 finału
| Drużyna 1                            | Wynik dwumeczu | Drużyna 2      | Pierwszy mecz | Drugi mecz |
| ------------------------------------ | -------------- | -------------- | ------------- | ---------- |
| Steaua Bukareszt                     | 1:0            | FC Kuusysi     | 0:0           | 1:0        |
| Bayern Monachium                     | 2:3            | RSC Anderlecht | 2:1           | 0:2        |
| Aberdeen F.C.                        | 2:2(br.wyj.)   | IFK Göteborg   | 2:2           | 0:0        |
| FC Barcelona                         | 2:1            | Juventus F.C.  | 1:0           | 1:1        |
| Po lewej gospodarz pierwszego meczu. |                |                |               |            |

## 1/2 finału
| Drużyna 1                            | Wynik dwumeczu | Drużyna 2        | Pierwszy mecz | Drugi mecz |
| ------------------------------------ | -------------- | ---------------- | ------------- | ---------- |
| RSC Anderlecht                       | 1:3            | Steaua Bukareszt | 1:0           | 0:3        |
| IFK Göteborg                         | 3:3(k. 4:5)    | FC Barcelona     | 3:0           | 0:3        |
| Po lewej gospodarz pierwszego meczu. |                |                  |               |            |

## Finał
| 7 maja 1986                                                       | Steaua Bukareszt | 0:0 k. 2:0(0:0, 0:0, 0:0)                                               | FC Barcelona | Estadio Ramón Sánchez Pizjuán, Sewilla Widzów: 70,000 Sędzia: Michel Vautrot |
|                                                                   |                  |                                                                         |              |                                                                              |
|                                                                   |                  | Rzuty karne                                                             |              |                                                                              |
| Mihail Majearu · Ladislau Bölöni · Marius Lăcătuș · Gavril Balint |                  | José Ramón Alexanko · Ángel Pedraza · Pichi Alonso · Marcos Alonso Peña |              |                                                                              |